# Aleksandr Baranov (schaatser)
Aleksandr Baranov (Russisch: Александр Баранов) (Jaroslavl, 15 mei 1960 – Moskou, 6 december 2023) langebaanschaatser uit de Sovjet-Unie.
Aleksandr Baranov had een korte internationale carrière. In 1983 debuteerde bij het EK allround, dat in Den Haag plaatsvond, met een zevende plaats en later dat jaar in Oslo werd hij derde bij het WK allround. In 1983 werd Baranov ook allround kampioen van de Sovjet-Unie.
Later was Baranov in Nederland actief als marathonrijder. Na het uiteenvallen van de Sovjet-Unie maakte hij een kortstondige comeback als allrounder tijdens het EK allround van 1992 in Heerenveen. Dit op verzoek van de Russische schaatsbond die voor Baranov in dat geval geen reiskosten hoefde te betalen.
Hij overleed op 63-jarige leeftijd.

## Records

### Persoonlijke records
| Afstand      | Tijd     | Datum            | Baan  |
| ------------ | -------- | ---------------- | ----- |
| 500 meter    | 38,30    | 25 maart 1983    | Medeo |
| 1000 meter   | 1.17,73  | 22 januari 1983  | Davos |
| 1500 meter   | 1.56,19  | 19 maart 1982    | Medeo |
| 3000 meter   | 4.06,54  | 8 december 1989  | Medeo |
| 5000 meter   | 6.53,09  | 24 december 1982 | Medeo |
| 10.000 meter | 14.26,17 | 28 december 1983 | Medeo |

### Wereldrecords
| Nr. | Afstand    | Tijd    | Datum         | Baan  |
| --- | ---------- | ------- | ------------- | ----- |
| 1   | 5000 meter | 6.54,66 | 18 maart 1982 | Medeo |

## Resultaten
| Jaar | EK Allround | WK Allround |
| ---- | ----------- | ----------- |
| 1983 | 7e          | Brons       |
| 1992 | NC26        |             |

### Medaillespiegel
| Kampioenschap | Goud · | Zilver · | Brons · |
| ------------- | ------ | -------- | ------- |
| EK Allround   | 0      | 0        | 0       |
| WK Allround   | 0      | 0        | 1       |